# Фортуна (Сіттард)
«Фортуна» (нід. Fortuna Sittard, нід. вимова: [fɔrˈtynaː ˈsɪtɑrt]) — нідерландський футбольний клуб з міста Сіттард. Виступає в Ередивізі, найвищому рівні нідерландського футболу. Грає свої поєдинки на стадіоні «Фортуна Сіттард» місткістю 12,5 тисяч глядачів. Клубні кольори — жовтий та зелений.

## Історія
«Фортуна» з Сіттарда утворилася внаслідок злиття клубів «Фортуна 54» та «Сіттардія». Злиття відбулося 1 липня 1968 року. «Фортуна 54» був відносно успішним клубом, який завоював Кубок Нідерландів в сезоні 1956/1957, а регулярний чемпіонат того ж сезону команда закінчила на другому місці після «Аякса». У той самий час «Сіттардія» боролася за виживання протягом багатьох сезонів. У 1964 році «Фортуна 54» знову здобула національний кубок.
У 1968 році відбулося злиття двох клубів через фінансові труднощі.
«Фортуна» мала великий досвід переходів з одної ліги до іншої протягом усієї своєї історії, хоча клуб був невіддільною частиною Ередивізі в 1990-х років, багато талановитих гравців, такі як Кевін Гофланд, Марк ван Боммел і Фернандо Ріксен пережили свою молодість у цій команді. Ці гравці яких пізніше приєдналися до ПСВ і «Рейнджерс»; також виступали за збірну Нідерландів. Керівництво команди вміло знаходити таланти, клубом свого часу були придбані Вілфред Баума і Патрік Пауве з молодіжної команди ПСВ. Обидва гравці успішно розвивалися під керівництвом менеджера Берта ван Марвейка, до потрапляння до нідерландської збірної та переходу до великих клубів.
У кінці сезону 1999/2000 успішний тренер Берт ван Марвейк перебрався до «Феєнорду» і «Фортуна», здавалося, завалиться. Через погане управління клуб з Сіттарда підписав ряд досить оплачуваних і недостатньо ефективних «зірок». «Фортуна» ледь не вилетіла до Ерстедивізі в сезоні 2000/2001. Врятуватись вдалося лише у плей-оф. Справи йшли гірше й гірше. У 2002 році команда все ж попрощалася з елітним дивізіоном. Незабаром були виявлені фінансові порушення і «Фортуна» опинилася на межі банкрутства. Невелике полегшення настало взимку 2003 року, коли два фани клубу виграли Нідерландську лотерею та пожертвували всі здобуті гроші клубу.
Для «Фортуни» обставини складалися так, що клуб міг ліквідувати значну частину своїх боргів шляхом продажу нового стадіону, «Вагнер і Партнери Стедіум». На жаль, не склалося.
У сезоні 2005/2006, «Фортуні» вдалося встановити новий рекорд в нідерландському професійному футболі, провівши 28 матчів в чемпіонаті без перемог. Команда також встановила новий рекорд, фінішувавши останньою третій раз поспіль.
19 травня 2009 року Королівський Футбольний Союз оголосив, що відкликає ліцензію на виступи в чемпіонаті для «Фортуни» з Сіттарда на майбутній сезон. «Фортуна» повернула своє право бути професійним клубом лише шляхом позову в цивільний суд.

## Досягнення
- Кубок Нідерландів
  - Фіналіст (2): 1984, 1999
- Ерстедивізі (рівень 2)
  - Переможець (1): 1995
  - Срібний призер (2): 1982, 2018
  - Переможець плей-оф (1): 1982